# Протеза
Проте́за (др.-греч. πρόθεσις стоящий впереди, постановка впереди) — развитие дополнительного гласного или согласного звука в начале слова, например: укр. вулиця «улица», бел. воблака «облако», лат. spērāre > фр. espérer, исп. esperar «надеяться». В качестве протетических  согласных обычно выступают /v/, /j/, /ɣ/, в качестве протетических гласных — i, e. Появление протетических звуков может быть вызвано фонетическими причинами разного характера, в частности, протеза может возникать для облегчения произношения.

## В славянских языках

### В белорусском
В белорусском языке отмечаются следующие протетические звуки: гласные [а], [і] — перед сочетаниями согласных: аржаны «ржаной», імгла «мгла», ільвы «львы» и т. п.; согласные [в], [г] — перед лабиализованными гласными: вока «глаз», вуха «ухо», гэта «это», гэй «эй» и т. п.

### В русском
Протетические гласные и согласные представлены в диалектах русского языка.
В некоторых позициях наличие протезы характеризует определённые диалектные ареалы. Так, в характеристику юго-западной диалектной зоны (включающей группы говоров, примыкающие к области распространения белорусского языка) включаются:
- наличие гласного в позиции первого предударного слога перед начальным сочетанием сонорного с последующим согласным: иржи́ «ржи», ил’ну́ «льну»; аржи́, ал’ну́ и т. п.[5]; реже протетический [и] может отмечаться перед начальным сочетанием носового с последующим согласным: [и]мне́, [и]нра́вится и т. п.[6];
- употребление протетического [в] перед начальными гласными о и у: [во́]сен’, [во́]кна, [ву́]тка, [ву́]чит и т. п.[5][7];

В ряде позиций протеза широко представлена в русских диалектах и, как правило, не ограничена определённым диалектным регионом. Например, в начале слова в позиции второго предударного слога перед консонантными сочетаниями, включающими сонорные согласных р или л, отмечаются протетические гласные [ъ], [а], реже - [и], [у], [о]: [ъ]ржано́й, [а]ржано́й, [о]ржано́й, [у]ржано́й и т. п. Данное явление распространено в большинстве говоров русского языка за исключением части говоров севернорусского наречия.
Протетические звуки отмечаются в ряде общерусских слов, характерных как для говоров, так и для русского литературного языка: восемь (при болг. осъм, лат. octo); яблоня (при болг. абълка, лат. abella); ягнёнок (при ст.‑слав. агнец).

### В чешском
Протетический [v] перед o встречается в большинстве собственно чешских диалектов: vokno (чеш. литер. okno «окно»), von (литер. on «он»), vocet (литер. ocet «уксус») и т. п. Протеза перед o отсутствует в заимствованных словах. Из собственно чешских диалектов протетический [v] распространился в обиходно-разговорном чешском языке (obecná čeština).